# 미놋 공군기지
미놋 공군기지(Minot Air Force Base)는 미국 노스다코타주 미놋시의 20 km 북쪽에 위치한 미국 공군기지이다.

## 역사

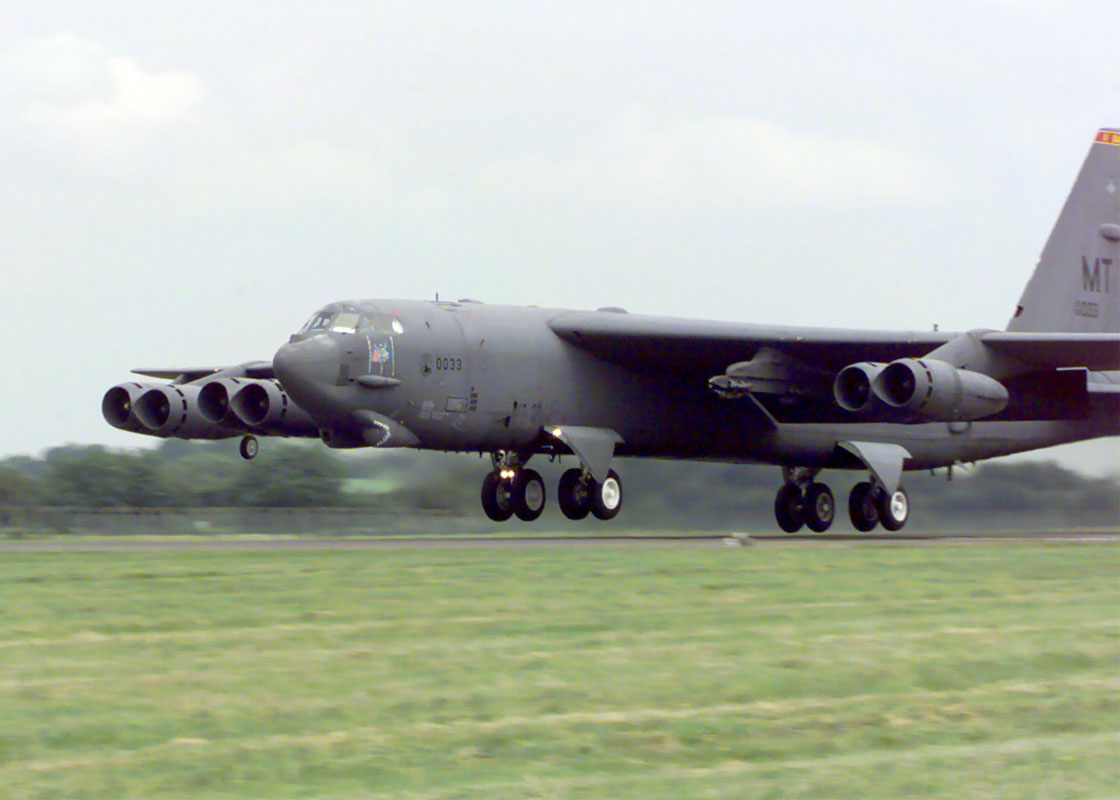
미놋 공군기지의 B-52 전략핵폭격기

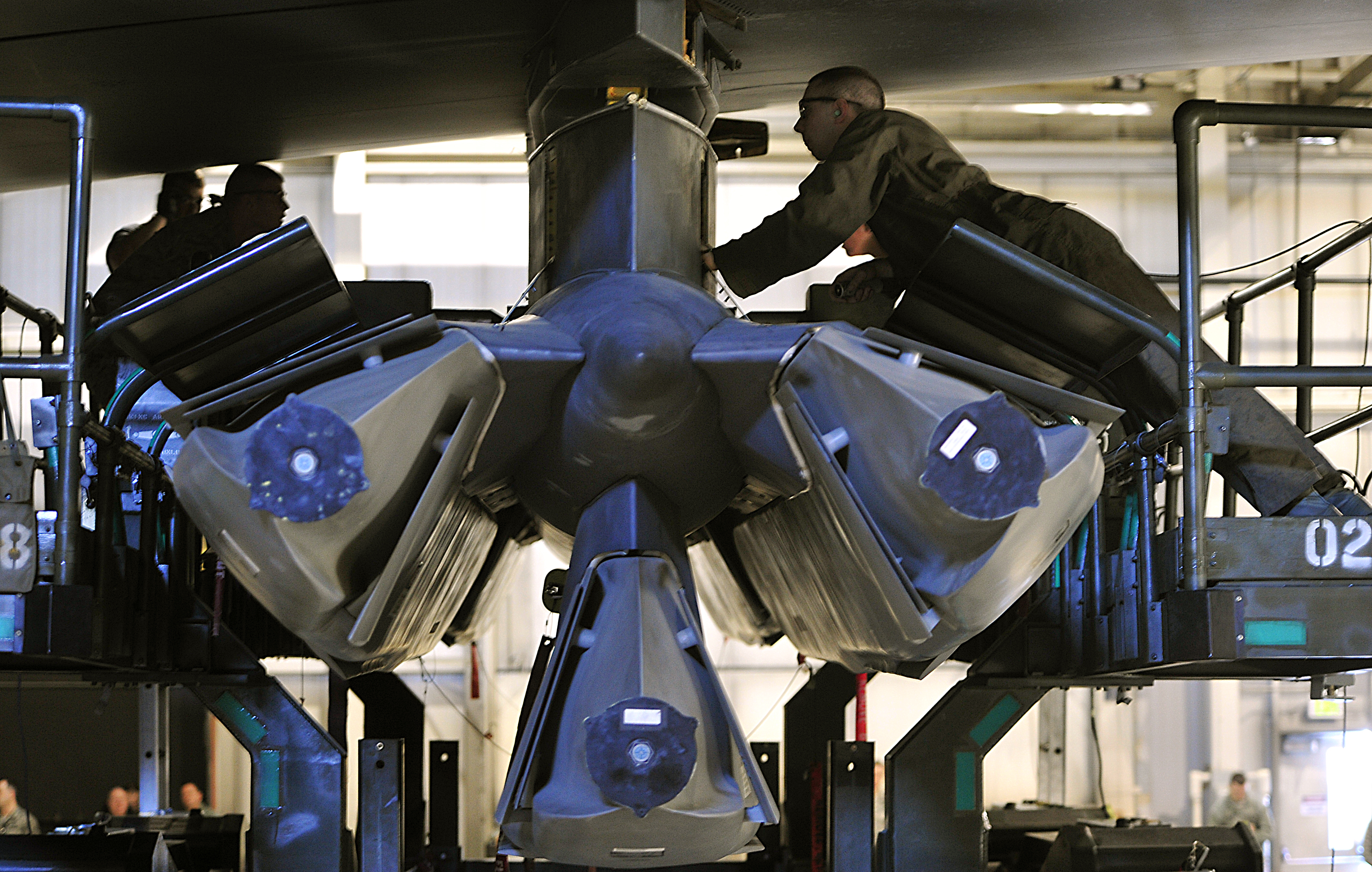
미놋 공군기지에만 배치되어 있는 AGM-86 ALCM 핵순항 미사일. B-52 폭격기에 20발 탑재한다.

1957년에 공군기지를 건설했다. 제5 폭격 비행단, 제91 미사일 비행단이 배치되어, 2000년 7599명, 2010년에는 5521명이 일하고 있다. 두 비행단 모두 지구권타격사령부 소속이다. 178대의 비행기, 미니트맨 ICBM 406발이 배치되어 있다.
B-52 전략핵폭격기는 박스데일 공군기지와 미놋 공군기지에만 배치되어 있다.

## 대한민국
2017년 12월 개봉한 영화 강철비에서, 유사시 미놋 공군기지의 B-52 폭격기가 10시간을 비행하여 8,700 km 떨어진 동해 상공에 도착해, 북한에 AGM-86 ALCM 핵순항 미사일을 발사하는 모습이 나온다. 사거리 2,400 km, 폭발력 150 kt W80 핵탄두를 탑재한 AGM-86 ALCM 핵순항 미사일은 미놋 공군기지에만 배치되어 있다.
2018년 1월 16일, 미국 공군은 남부 루이지애나주 박스데일 공군기지에 있던 B-52H 폭격기 6대와 약 300명의 병력을 괌 앤더슨 공군기지에 배치했다고 공개했다. 순항속도 844 km/h인 B-52 폭격기는 괌 앤더슨 공군기지에서 3,000 km 떨어진 한반도까지 도착하는데 4시간 걸린다. 미국 남부 루이지애나주 박스데일 공군기지에서 동해 까지는 10,600 km 떨어져 있어서 B-52 폭격기가 13시간 비행하면 도착한다.

## 제5 폭격 비행단
B-52 전략핵폭격기를 운용한다.

## 제91 미사일 비행단
미니트맨 ICBM 미사일을 운용한다. 제91 운용비행전대 밑에 제740 제741 제742 미사일 비행대대가 지하 사일로의 미니트맨 ICBM 406발을 운용한다. 공군 중령이 부대장인 비행대대 하나가 미니트맨 ICBM 135발을 운용한다.

## 같이 보기
- 미국 공군 지구권 타격 사령부